# Åke Parmerud
John Sven Åke Parmerud, född 24 juli 1953 i Lidköping, är en svensk tonsättare inom elektronisk musik. Hans musik har rönt stor uppskattning i Europa och han har bland annat prisbelönats för verken Närheten och Krén vid elektronmusiktävlingar i Bourges, Frankrike. 

## Biografi
Parmerud utbildade sig till fotograf 1972–74 men gick sedan vidare till musikens område med utbildning bland annat vid Elektronmusikstudion, Fylkingen, SÄMUS och musikvetenskapliga institutionen vid Göteborgs universitet. Han är medlem av Kungliga Musikaliska Akademien sedan 1998. Verklistan innehåller såväl instrumentalmusik som elektroakustiska kompositioner, interaktiv konst samt musik för video, teater, dans och film (Richard Hobert).
Åke Parmerud är den mest prisbelönte elektronmusikkompositören i historien. Sedan 1978 då Proximities fick 1:a pris vid Bourges International Electroacoustic Music Competition har han blivit belönad 12 gånger i Bourges, tre gånger vid Prix Ars Electronica (Österrike), han har fått Prix Noroit (Frankrike), Prix Métamorphoses (Belgien), Stockholm Electronic Arts Award, Rosenbergpriset, ICMA award (Internationellt), Gigahertz preis (Tyskland), Qwartz Pierre Shaeffer award (Frankrike) samt senast Prix Ton Bruynel (Holland).
På senare år har Åke Parmerud också arbetat som ljud- och mjukvarudesigner för interaktiva audiovisuella installationer till exempel Explora på Universeum i Göteborg.
Som scenartist med interaktiva elektroakustiska instrument har Åke Parmerud framträtt i större delen av Europa, i Nord- och Sydamerika, med flera internationella samarbeten som följd (konstgruppen Boxiganga och koreografen Pierre-Paul Savoie).
Åke Parmeruds musik har representerat Sveriges Radio för Prix Italia två gånger. Han har komponerat ett antal beställningsverk för institutioner i Nederländerna, Frankrike, Tyskland, Norge, Mexiko och Danmark och gett ut fem album: Yttringar, Maze, Osynlig musik, Grains of Voices samt Jeu d'ombres, varav två har blivit Grammisbelönade för bästa klassiska album.

## Priser och utmärkelser
- 1985 – Svenska grammofonpriset för Vittringar och Kren
- 1994 – Grammis, ”Årets klassiska album” för Invisible Music
- 1997 – Rosenbergpriset
- 1998 – Ledamot nr 926 av Kungliga Musikaliska Akademien
- 2010 – Tonsättarpriset till Bo Wallners minne